# BL 5.5英寸中型火炮
BL 5.5 英吋中型火炮是英國在第二次世界大戰中期引進的火砲，用於裝備中型砲組。

## 歷史
1939 年 1 月，英國陸軍發布了重量不超過 5.5 噸的火砲規格，以取代大多數中型砲組使用的 BL 6英寸26英擔榴彈炮。 對於所需的 16,000碼（15） 射程，彈道研究建議製造 5.5 英吋的新口徑。 阿斯伯里結構 最初採用的是艦炮上使用的半自動發射結構，該結構在戰場上經常出現故障，因此必須更換為比第一次世界大戰的野戰火砲更簡單的設計，以及複雜的液壓氣動平衡器都必須更換為更重但更便宜的彈簧。
第一批砲兵於 1941 年夏天在英國裝備，一年後在北非，20 門火砲裝備在阿拉曼的英國和自由法國砲兵連。 隨後，它也裝備了加拿大、澳洲、南非、波蘭和印度軍團，戰後也被紐西蘭使用。 在第二次世界大戰中，正常的組織是一個由 16 門火砲組成的團，分為兩個連。BL 5.5 英吋中型火炮戰後繼續服役。 皇家砲兵在朝鮮、南阿拉伯和婆羅洲的作戰中使用了它。 它可能被印度軍隊在對巴基斯坦的戰爭中使用，並在1999年的卡吉爾戰爭期間被巴基斯坦軍隊在克什米爾山區用於對抗印度。
南非國防軍在南非邊境戰爭的早期階段廣泛使用了它，包括薩凡納行動。 約 72 輛仍被南非陸軍保留在預備役中, 並稱之為“G2”。
在英國戰後服役中後期，BL 5.5 英吋中型火炮也取代了 BL 4.5吋中型野戰砲 。 BL 5.5 英吋中型火炮一直在英國本土陸軍團服役直至 1980 年，並在澳大利亞服役直至 1984 年左右被 M198 取代。
英國 5.5 英吋中型火炮的替代品是 FH-70 155 毫米牽引榴彈砲，現役為 L121。 最後一枚的5.5吋砲彈於1995年在英國發射。

## 變體
儘管英國開發了兩種自行式版本進入原型階段，但沒有任何型號投入使用。 1945年第一次使用十字軍火砲牽引車（由十字軍坦克發展而來，用於牽引17磅反戰車炮）。 這是一種無砲塔設計，沒有砲台。
第二輛 FV3805 在 20 世紀 50 年代使用了 百夫長戰車 車架，該砲安裝在全封閉砲塔的砲座中。 底盤顛倒過來，封閉式戰鬥艙位於後部，引擎以前位於後部，現在位於前部。 建造了兩架原型機，其中一架倖存下來並正在修復。

## 使用國家
- 緬甸
- 加拿大
- 法國
- 印度
- 伊拉克
- 義大利
- 马来西亚
- 纳米比亚
- 新西兰
- 阿曼
- 巴基斯坦
- 波蘭
- 葡萄牙
- 南非
- 英国

## 腳注
1. 1 2  Foss, Christopher. . New York: Collier. 1977: 105. ISBN 0020806000. OCLC 911907988.
2. ↑  Hogg, Ian V. . Crowood Press, Ramsbury. 2001: 66. ISBN 1 -86126-165-9 （英语）.
3. ↑   (PDF).   [2014年12月12日]. （原始内容 (PDF)存档于5 March 2016）.